# حسين شناني
حسين شناني (بالفارسية: حسین شنانی) هو لاعب كرة قدم إيراني يلعب في مركز مهاجم في صفوف نادي ذوب آهن أصفهان.

## روابط خارجية
- حسين شناني على موقع قاعدة بيانات كرة القدم.إي يو (الإنجليزية)
- حسين شناني على موقع Soccerway.com (الإنجليزية)